# 平田宗正
平田 宗正（ひらた むねまさ、寛永6年1月25日（1629年2月18日） - 元禄12年閏9月1日（1699年10月23日））は、江戸時代の薩摩藩鹿児島城下士。本姓は桓武平氏。平田宗勝にはじまる平田家の6代目当主。父は平田狩野介宗弘。平田正房の祖父で平田靱負の曾祖父。諱は宗正。幼名は鬼鍋。通称は初め兵十郎、のち次郎兵衛、式部、新左衛門。
通称が次郎兵衛だった頃の石高は542石。
本職は薩摩藩家老まで昇進し、兼職は中郷、串木野郷、野尻郷、綾郷、志布志郷の地頭を歴任。法号は瑞光院殿灯厳見明大居士。

## 年譜
- 正保4年（1647年）11月13日：江戸幕府征夷大将軍徳川家光台覧により、武蔵国王子の原で張行された犬追物に射手として参加。この後、徳川家光、徳川家綱親子に拝謁する。
- 慶安元年（1648年）9月26日：この日から3日間、鹿児島で行われた犬追物に射手として参加。
- 明暦4年（1658年）3月24日：父の宗弘が死去し、家督相続。
- 万治2年：この年作成の「鹿府万治高帳」に「高五百四十二石　平田次郎兵衛」とある。
- 寛文9年（1669年）：談合役となる。
- 貞享5年（1688年）9月5日：家老に就任。
- 元禄12年（1699年）2月22日：本人及び息子の宗印が病気で、当時4番組頭番頭の孫、宗房だけでは生計が立たないとして、島津綱貴に一族そろって鹿児島城下から田舎に入ることを願いでるが、断られ、代わりに宗房一代限りの職田2千800石のうち、1000石を宗房に与えられる。
- 同年7月12日：隠居し、孫の宗房が家督相続。

## 系譜
- 父：平田宗弘
- 母：不詳
- 妻：不詳
  - 男子：平田宗印